# 大津宿

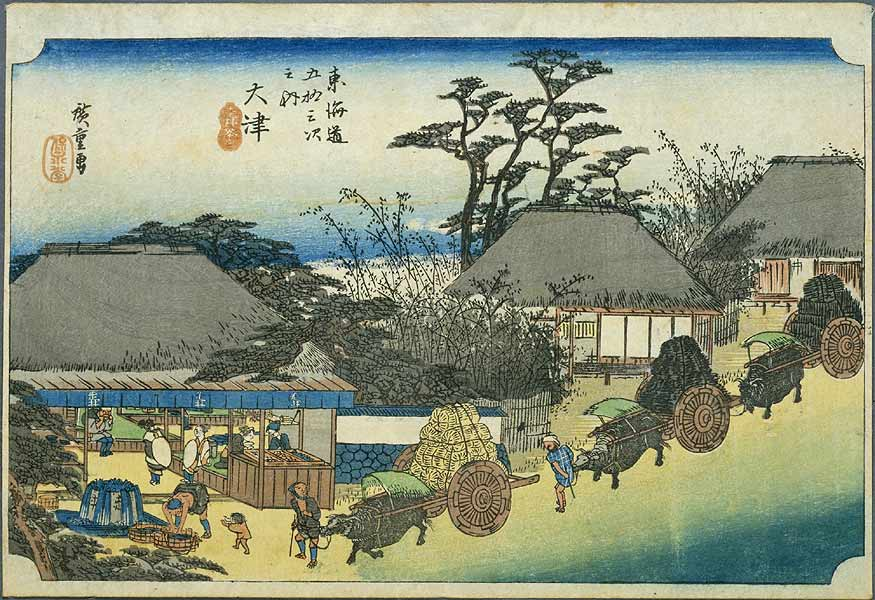
歌川廣重《東海道五十三次・大津》

大津宿（日语：大津宿、おおつしゅく）是東海道第53個宿場，位於現在的滋賀縣大津市。這一宿場也是東海道五十三次中最大的宿場。